# Теца дел Понте (Виченца)
Теца дел Понте је насеље у Италији у округу Виченца, региону Венето.
Према процени из 2011. у насељу је живело 15 становника. Насеље се налази на надморској висини од 333 м.